# Унгарски танкове
Съгласно договореностите в Трианонския мирен договор от 1919 г. на Унгария е забранено да има бронетанкова техника на въоръжение. Въпреки това през есента на 1920 г. от Германия са внесени тайно 12 танка LK II. Контролните комисии, следящи спазването на мирното споразумение, така и не откриват тези машини.
През 1928 г. Унгария открито закупува 2 английски танкети "Carden-Loyd" Mk VI, а през 1931 г. - 5 италиански танка FIAT-3000В (унгарското обозначение е 35. М). През 1934 г. още 121 италиански танкети CV3/35 (унгарското обозначение е 37. М).
През 1938 г. унгарското правителство взема решение за производство на собствени леки и средни танкове по лиценз. Най-напред е закупен лекият шведски танк L-60, на базата на който в периода 1940 - 1941 г. се произвежда лекият танк "Toldi", заменил остарелите LK II и FIAT-3000В а след това, до 1942 г., зенитната установка "Nimrod".
През 1940 г. Унгария закупува от Нацистка Германия лиценз за производството на среден танк на основата на чехословашкия Т-21, който получава обозначението "Turan". Машината започва да влиза на въоръжение през 1942 г., а през следващата на негова база е развърнато и производството на 105-mm самоходна артилерийска установка 43M Zrínyi II, използвана основно за огнева поддръжка на пехотата.
Правени са опити за създване на тежък унгарски танк, но успехи в тази област не са постигнати, въпреки че в края на 1944 г. е построен опитен образец, получил обозначението "Tash".
През Втората световна война унгарската промишленост произвежда около 700 танка и САУ, което не е достатъчно за страна, участваща в бойни действия.

## Списък на унгарските танкове и САУ
- 38. М "Toldi I" (лек танк)
- 40. М "Nimrod" (зенитна самоходна установка)
- 41. М "Turan" (среден танк)
- 43. М "Zrinyi II" (самоходна артилерийска установка)